# Blepharis serrulata
Blepharis serrulata là một loài thực vật có hoa trong họ Ô rô. Loài này được (Nees) Picalho & Hiern mô tả khoa học đầu tiên năm 1881.